# Костенки (археологічні пам'ятки)
51°23′09″ пн. ш. 39°03′06″ сх. д. / 51.385833333333° пн. ш. 39.051666666667° сх. д.
Косте́нки — палеолітичні стоянки поблизу сіл Костенки і Борщево Хохольського району за 100 км на південь від Воронежу на Східній Слобожанщині. Охоплюють понад 26 стоянок пізнього палеоліту на правому березі Дону і науково датуються періодом від 40 000 до 20 000 років тому. У Костенках (1—21) та Борщеве (1—5) на 30 км² виявлено понад 60 стоянок давньокам'яної доби. 
Для їх вивчення у 1991 році філіал «Костенки» Воронезького краєзнавчого музею перетворено на Державний археологічний музей-заповідник «Костенки».

## Дослідження
Відкриті І.С. Поляковим в 1879 році. Основні розкопки проводилися в 1920—1930-х роках Петром Єфименко, в 1940—1960-х роках — А. Н. Рогачовим. Дослідження стоянок зіграли важливу роль у виробленні сучасної методики розкопок палеолітичних поселень, у розробці проблем палеолітичних жител, жіночих зображень, періодизації пізнього палеоліту, у виділенні пізньопалеолітичних культур і встановленні їхніх взаємин.
Значимість Костенок у дослідженні палеоліту у Східній Європі визначена в ряді археологічних культур, що носять їх ім'я (в хронологічному порядку):
1. Костенківсько-спіцинська культура (спіцинська), 38—32 тис. років тому, співіснувала зі стрілецькою культурою, ототожнюється з оріньяцької культурою;
2. Костенківсько-стрілецька культура (стрілецька), 34 (38) — 32 (25) тис. років тому,
3. Костенко-тельманівська культура (тельманська),
4. Костенко-городцовська культура (городцовська),
5. Вілендорф-костенківська культура (Костенківсько-авдіївська культура, 32—22 тис. років тому.
6. Зам'ятинська культура[2] — є епіграветська культура пізнього палеоліту; наступна за костенківсько-авдіївську.

Частина стоянок містила по кілька культурних шарів, що відносяться до різних етапів і культур пізнього палеоліту.

## Костенки-1 (стоянка Полякова)
Стоянка містила 5 культурних шарів. 
- У 1-му, верхньому збереглися залишки наземного житла (площа 35 × 15 м) з вогнищами, розташованими по поздовжній осі, численні землянки й господарські ями. Знахідки: крем'яні наконечники, мотики з бивня мамонта, кістяні лопаточки, жезл з оленячого рога, близько 40 жіночих статуеток з бивня мамонта й з мергелю, фігурки ведмедя, печерний лев і антропоморфні голівки з мергелю; відноситься до костенківсько-авдіївської культури;
- 3-й шар є своєрідним варіантом спіцинської культури;
- у 5-му самому нижньому шарі виявлені трикутні крем'яні наконечники з увігнутою підставою, ретельно оброблені віджимною ретушшю. Належить до 2-го етапу Костенківсько-стрілецької культури.

## Костенки-2 (стоянка Зам'ятнина)
- Епонімна пам'ятка Зам'ятнинської культуру з 3 комплексів на відстані 20-70 метрів один від іншого. Досліджувалася 1923 і 1927 року Павлом Єфименко й Сергієм Замятіним, та у середині 1950-х років Павлом Борисковським. Відкриті залишки житла аносівсько-мізинського типу спорудженого з великих костей мамута (7 × 8 м) з вогнищем у центрі; до житла примикала похоронна камера з костей мамонта з похованням кроманьйонця — у сидячому положенні був зв'язаний, навколо викладена овальна викладка з кісток мамуту. [2]
- 5-й шар належить до 2-го етапу Костенківсько-стрілецької культури.

## Костенки-3 (Глинище)
- пам'ятка зам'ятнинської культури; дослідження проводилося Палом Єфименко і Сергієм Замітіним у 1920-ти роки і Павлом Борисковським у 1950-ті роки; у 1970-х роках з'ясовано, що разом з Костенками-21 були єдиним поселенням; стоянка знищена боковою ерозією Дона[2]
- У 3-му шарі пізні комплекси Оріньяка. Присутність Оріньяка тільки в пізніх шарах, і його повна відсутність в часи руху оріньякців в Європу.

## Костенки-4 (Олександрівка)
2 культурні шари.
- У 1-му шарі збереглися залишки двох круглих жител близько 6 м у поперечнику з вогнищем у центрі кожного; серед знахідок — шліфовані, просвердлені диски зі сланцю; відноситься до солютрейської культури;
- У 2-му шарі своєрідний варіант східнограветської або спіцинської культури, де виявлені залишки двох витягнутих трисекційних жител (одне — довжиною 34 і 23 м, шириною 5,5 м, друге — довжиною 21 м, шириною 5,5 м) з вогнищами по довгій осі. Помітимо, що площа кругового житла приблизно дорівнює площі однієї секції меншого трисекційного житла.

## Костенки-6 (Стрілецька стоянка)
Є епонімною для костенківсько-стрілецької культури.

## Костенки-8 (Тельманська стоянка)
Стоянка містить 4 культурні шари. 
- У 10-му шарі виявлені залишки поглибленого в землю круглого житла близько 5,5 м у поперечнику з вогнищем у центрі; серед знахідок — крем'яні листоподібні наконечники, оброблені віджимною ретушшю; стоянка належала або східнограветській, або оріньяцькій культурі;
- У 2-му шарі знайдені уламки людських костей, частково обпалені, кремінний інвентар — мініатюрні пластинки й голкоподібні вістря. За 2-м шаром Тельманівської стоянки названа Тельманська культура; також відносять до східного гравету;

## Костенки-9
культура стоянки найближча кам'янобалківській культурі.

## Костенки-10 (Аносівка-1)
Стоянка зам'ятинської культури; відкрита 1934 року, з розкопками на початку 1950-х років; долотоподібні знаряддя та різці схожі на з Зам'ятніківської стоянки (Костенки-2);

## Костенки-11 (Аносівка-2)
Стоянка містила не менш 5 культурних шарів. 
- У 1-му шарі виявлені залишки спорудженого з великих костей мамонта округлого житла близько 9 м у поперечнику, що визначено Рогачовим[3], як аносовсько-мізинський тип житла, хоча за Гавриловим[4], цей курінь був культовим капищем;
  - шарb 1а s 1, відносяться до зам'ятнинської культури, нід не перекривають один одний і тепер вважаються частинами одного поселення[2];
  - шар 1б відноситься до зам'ятнинської культури[2];
- 2-й шар належить до 2-ї групи східного гравету; споріднений з Молодова-5 (10-й шар), Молодова-5 (7-й шар) і можливо Хотильове 2, Миловичі, Чейков, і деякі інші пам'ятки Чехії і Німеччини; науково датується 20,5—18,9 тис. років до н. е.;
- У нижніх шарах цікаві знахідки трикутних кремінних наконечників, аналогічних знайденим у нижньому шарі Костенок-1, що належать костенківсько-стрілецькій культурі.

## Костенки-12 (Вовківська стоянка)
Виявлений новонароджене немовля, що був витягнутий на правому боці головою на південь, можливо під насипом, у шарі виявлені частки охри.
- 1-й шар — пам'ятка городцовської культури. Шар 1а належить до 2-го етапу Костенківсько-стрілецької культури.
- 2-й шар належить спіцинській культурі.
- 3-й шар належить до 1-го етапу Костенківсько-стрілецької культури. Характерні леваллуазька техніка й листоподібні двосторонні оброблені знаряддя з вигнутою або опуклою підставою.
- 4-й шар:
  - шар 4а;
  - шар 4б — виявлені найдавніші в Східній Європі предмети мистецтва малих форм: головка статуетки й стрижень з ритмічно нанесеними поперечними насічками з бивня мамуту);
- 5-й шар датується коло 41 тис. років тому.

## Костенки-13
Відноситься до костенківсько-авдіївської культури;

## Костенки-14 (Маркина гора)
Стоянка містила 4 культурні шари.
- 1-й шар  відноситься до костенківсько-авдіївської культури; також відносять до східного гравету;
- 2-й шар — пам'ятка городцовської культури;
- 3-й шар («шар попелу») відноситься до своєрідного варіанту спіцинської культури, де відкрите скорчене, на лівому боці головою на захід в овальній ямі, що була разом з кістяком пофарбована охрою, — чоловіка 20-25 років з деякими негроїдними ознаками, він був зв'язаний й, ймовірно, з підрізаними жилами; у 2000 р. виявлені найдавніші на території Східної Європи прикраси — пронизки з орнаментом, виготовлені із трубчастих кісток птаха й підвіски з раковин. Ці знахідки були знайдені в шарі вулканічного попелу, принесеного на територію Руської рівнини з території сучасної Італії близько 36—31 тис. років до н. е. Знахідка найдавніших прикрас і залишків поселення прямо в попелі вперше дає можливість зв'язати припинення існування цього поселення із глобальною катастрофою, що сталась на території Європи;
- 4-й шар («шар вогнищ») — початкова пора давньокам'яної доби.

## Костенки-15 (Городцовська стоянка)
Виявлено пофарбоване поховання дитини (близько 6 років), що нагадує кроманьйонців Моравії; при ньому були крем'яні й кістяні знаряддя, понад 150 просвердлених зубів песця. Пам'ятка дала назву городцовській культурі.

## Костенки-16 (Углянська стоянка)
Пам'ятка Городцовської культури.

## Костенки-17
2-й шар — пам'ятка спіцинської культури.

## Костенки-18
Відноситься до костенківсько-авдіївської культури; Дитина з Костенків-18 датована віком у 21020±180 років тому.

## Костенки-19 (стоянка Валукинського)
Стоянка зам'ятинської культури з 4 комплексами. Виявлена П.І. Борисковським і досліджувалася в 1956-1957 роках; співвідноситься з 2-м шаром Костенків-21;

## Костенки-21 (Гмелинська стоянка)
- 1-й шар - зам'ятинська культура; у 1970ті роках з'ясовано, що разом з 1-м шаром Костенок-3 були одним поселенням;[2]
- 2-й шар - співвідноситься з Костенками-19;[2]
- 3-й шар подібніший до Костенки-11/2 шар — пам'ятка 2-ї групи Східного Гравету.

## Генетика
Пізньодавньокам'яна людина з Костенок14 (K14) належить до гаплогрупи C-M130, що також виявлена у середньокам'яного мисливця-збирача з іспанської Ла Браньї; мтДНК відноситься до гаплогрупи U2.